# Лелека (фільм)
«Лелека» (рос. «Аист») — молдовський радянський художній фільм 1978 року режисера Валеріу Жерегі.

## Сюжет
Після німецько-радянської війни скрипаль повертається в рідне село і дізнається, що його кохана дівчина, рідні та друзі загинули — війна не пощадила нікого. Герой не знає, заради чого жити далі. Але в його житті з'являється жінка з хлопчиком, і він знову бере в руки скрипку.

## У ролях
- Мірчі Соцкі-Войніческу
- Маргарита Терехова
- Василе Тебирце
- Андрій Ковзун

## Творча група
- Сценарій: Валеріу Жерегі
- Режисер: Валеріу Жерегі
- Оператор: Іван Поздняков
- Композитор: Іон Алдя-Теодорович